# Elezione del Presidente della Commissione di Difesa Nazionale del Comitato Popolare Centrale in Corea del Nord del 1972
L'elezione della Commissione di Difesa Nazionale del Comitato Popolare Centrale della Repubblica Popolare Democratica di Corea del 1972 avvenne il 28 dicembre ad opera della V Assemblea Popolare Suprema. Kim Il-sung e O Jin-u furono eletti, rispettivamente, Presidente e Vicepresidente.